# Завеж
Завеж (пол. Zawierz, нім. Zagern) — село в Польщі, у гміні Бранево Браневського повіту Вармінсько-Мазурського воєводства.
Населення — 282 особи (2011).
У 1975-1998 роках село належало до Ельблонзького воєводства.

## Демографія
Демографічна структура станом на 31 березня 2011 року:
|          | Загалом | Допрацездатний вік | Працездатний вік | Постпрацездатний вік |
| -------- | ------- | ------------------ | ---------------- | -------------------- |
| Чоловіки | 156     | 30                 | 115              | 11                   |
| Жінки    | 126     | 22                 | 87               | 17                   |
| Разом    | 282     | 52                 | 202              | 28                   |